# Římskokatolická farnost Vyšehorky
Římskokatolická farnost Vyšehorky je územní společenství římských katolíků v děkanátu Zábřeh s farním kostelem Všech svatých.

## Historie farnosti
První písemná zmínka o kostele je z roku 1369. Kostel byl vystavěn na čtvercovém půdorysu už v první polovině 13. století v románském slohu s gotickými prvky a sloužil jako kaple zdejšího panského dvora. V roce 1529 byla k jižní zdi hlavní lodi přistavěna kaple. Počátkem 18. století byla provedena barokní úprava portálu a oken, roku 1800 byla přistavěna nová sakristie.
V červenci 1957 do kostela uhodil blesk a následný požár zničil jeho dřevěné části, tj. střechy a nadstavbu zvonice a zasáhl také prakticky všechen vnitřní inventář. Rekonstrukce kostela započala v polovině 60. let, skončila roku 1997.

## Duchovní správci
Administrátorem byl od devadesátých let 20. století do své smrti v roce 2021 P. Mgr. František Lízna, SJ. Po jeho smrti je farnost spravována ex currendo ze Zábřehu.

## Bohoslužby
| Kostel        | Místo     | Bohoslužba (den) | Hodina | Poznámka     |
| ------------- | --------- | ---------------- | ------ | ------------ |
| Všech svatých | Vyšehorky | neděle           | 10.00  | farní kostel |

## Aktivity farnosti
Každoročně se ve farnosti koná tříkrálová sbírka, v roce 2016 se při ní vybralo ve Vyšehorkách 5 800 korun, v roce 2020 pak 12 931 korun.